# 天安 (日本)
天安（、てんなん）は、日本の元号の一つ。斉衡の後、貞観の前。857年から859年までの期間を指す。この時代の天皇は文徳天皇、清和天皇。

## 改元
- 斉衡4年2月21日（ユリウス暦857年3月20日）：改元。
- 天安3年4月15日（ユリウス暦859年5月20日）：貞観に改元。

## 由来
常陸国が木連理を、美作国が白鹿を献上した事による改元。
勧進者・出典は不明。

## 天安期に起きた出来事
元年
- 3月：京の群盗を捜捕する。

2年
- 5月29日：京中の洪水により、米・塩など窮民に与える。
- 6月22日：円珍、唐より帰国。
- 8月27日：文徳天皇崩御。清和天皇が8歳で践祚。

3年
- 3月：河内・和泉両国で須恵器窯用の薪をめぐり陶山の薪争いが起こる。

## 西暦との対照表
※は小の月を示す。
| 天安元年（丁丑） | 一月※    | 二月※ | 三月    | 四月※ | 五月※ | 六月  | 七月※ | 八月  | 九月 | 十月※ | 十一月 | 十二月 |         |
| ---------------- | -------- | ----- | ------- | ----- | ----- | ----- | ----- | ----- | ---- | ----- | ------ | ------ | ------- |
| ユリウス暦       | 857/1/30 | 2/28  | 3/29    | 4/28  | 5/27  | 6/25  | 7/25  | 8/23  | 9/22 | 10/22 | 11/20  | 12/20  |         |
| 天安二年（戊寅） | 一月     | 二月※ | 閏二月※ | 三月  | 四月※ | 五月※ | 六月  | 七月※ | 八月 | 九月※ | 十月   | 十一月 | 十二月  |
| ユリウス暦       | 858/1/19 | 2/18  | 3/19    | 4/17  | 5/17  | 6/15  | 7/14  | 8/13  | 9/11 | 10/11 | 11/9   | 12/9   | 859/1/8 |
| 天安三年（己卯） | 一月※    | 二月  | 三月※   | 四月  | 五月※ | 六月※ | 七月  | 八月※ | 九月 | 十月※ | 十一月 | 十二月 |         |
| ユリウス暦       | 859/2/7  | 3/8   | 4/7     | 5/6   | 6/5   | 7/4   | 8/2   | 9/1   | 9/30 | 10/30 | 11/28  | 12/28  |         |